# Paralycisca
Paralycisca is een geslacht van vliesvleugeligen uit de familie Pteromalidae. De wetenschappelijke naam van dit geslacht is voor het eerst geldig gepubliceerd in 1959 door Hedqvist.

## Soorten
Het geslacht Paralycisca is monotypisch en omvat slechts de volgende soort:
- Paralycisca cristata Hedqvist, 1959